# Guarulhos (gemeente)
Guarulhos (IPA: [ɡwaˈɾuʎus]) is met 1,3 miljoen inwoners de op een na grootste stad in de staat São Paulo in Brazilië en een voorstad van de stad São Paulo zelf. Guarulhos is tevens een gemeente.

## Geografie

### Hydrografie
De stad ligt aan de rivier de Tietê die deel uitmaakt van de gemeentegrens. De Cabuçu de Cima mondt uit in de Tietê en maakt deel uit van de gemeentegrens. Ook de rivieren de Córrego da Popuca en Ribeirão Baquirivu Guaçu monden uit in de Tietê.

### Aangrenzende gemeenten
De gemeente grenst aan Arujá, Itaquaquecetuba, Mairiporã, Nazaré Paulista, Santa Isabel en São Paulo.

## Religie
De plaats is zetel van het rooms-katholieke bisdom Guarulhos.

## Bekende inwoners van Guarulhos

### Geboren
- Marques Batista de Abreu, "Marques" (1973), voetballer
- Zé Elias (1976), voetballer
- Cristiano Marques Gomes, "Cris" (1977), voetballer
- Denner Paulino Barbosa (1993), voetballer
- Ludmila da Silva (1994), voetbalster
- Claudinho (1997), voetballer
- Rebeca Andrade (1999), turnster
- Gabriel Martinelli (2001), voetballer

## Galerij

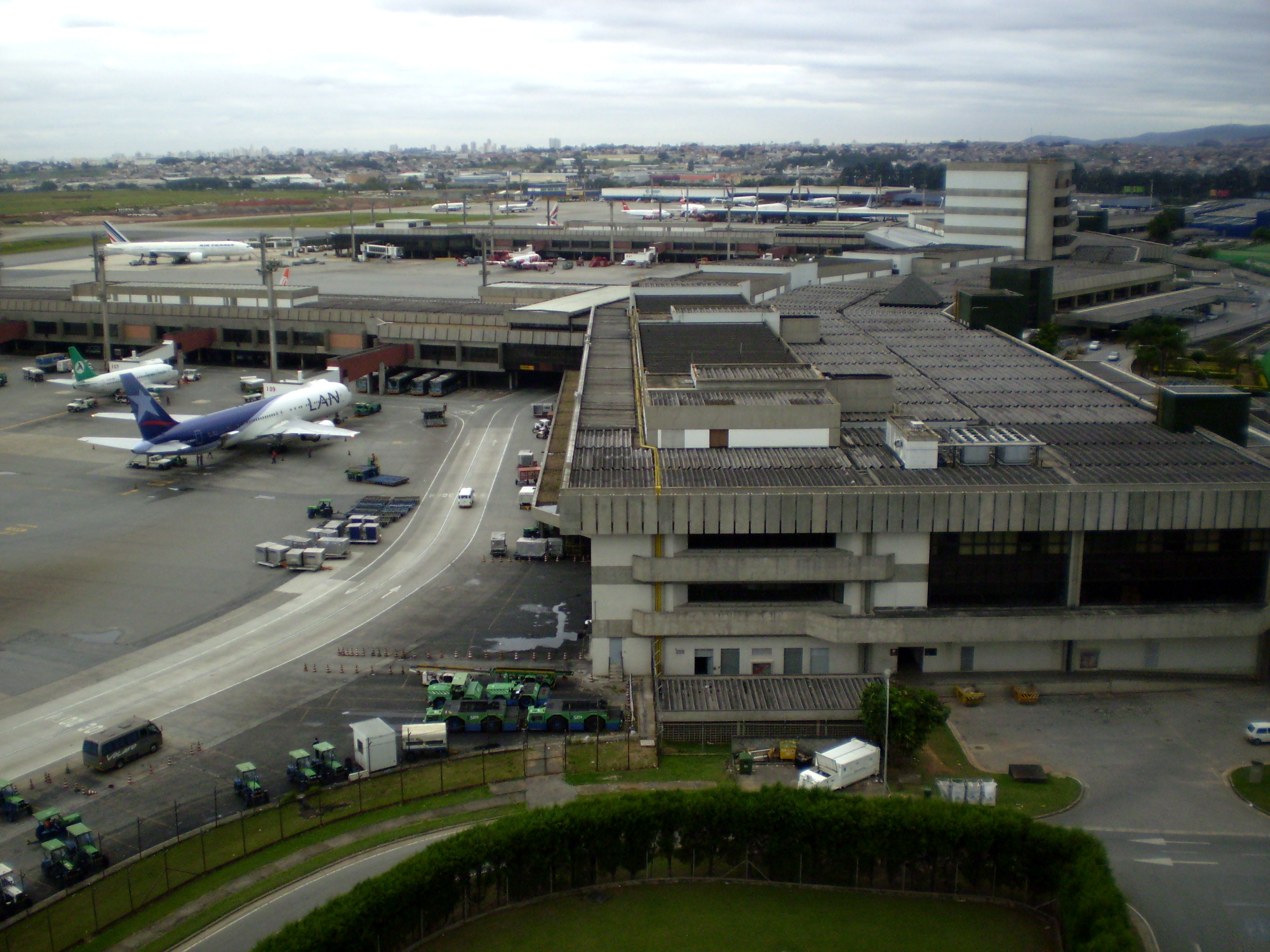
São Paulo-Guarulhos International Airport
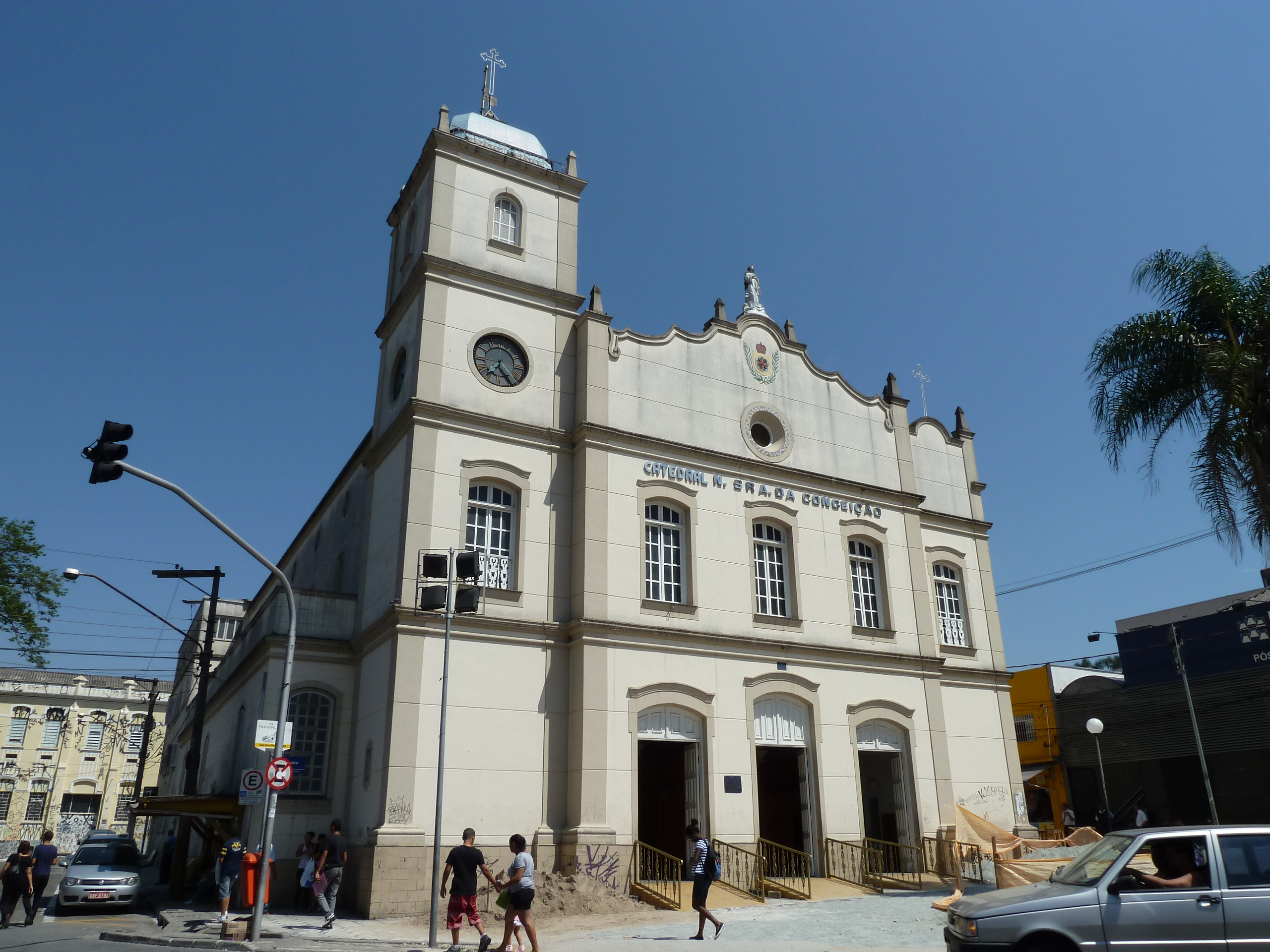
Kathedraal Nossa Senhora da Conceição in Guarulhos
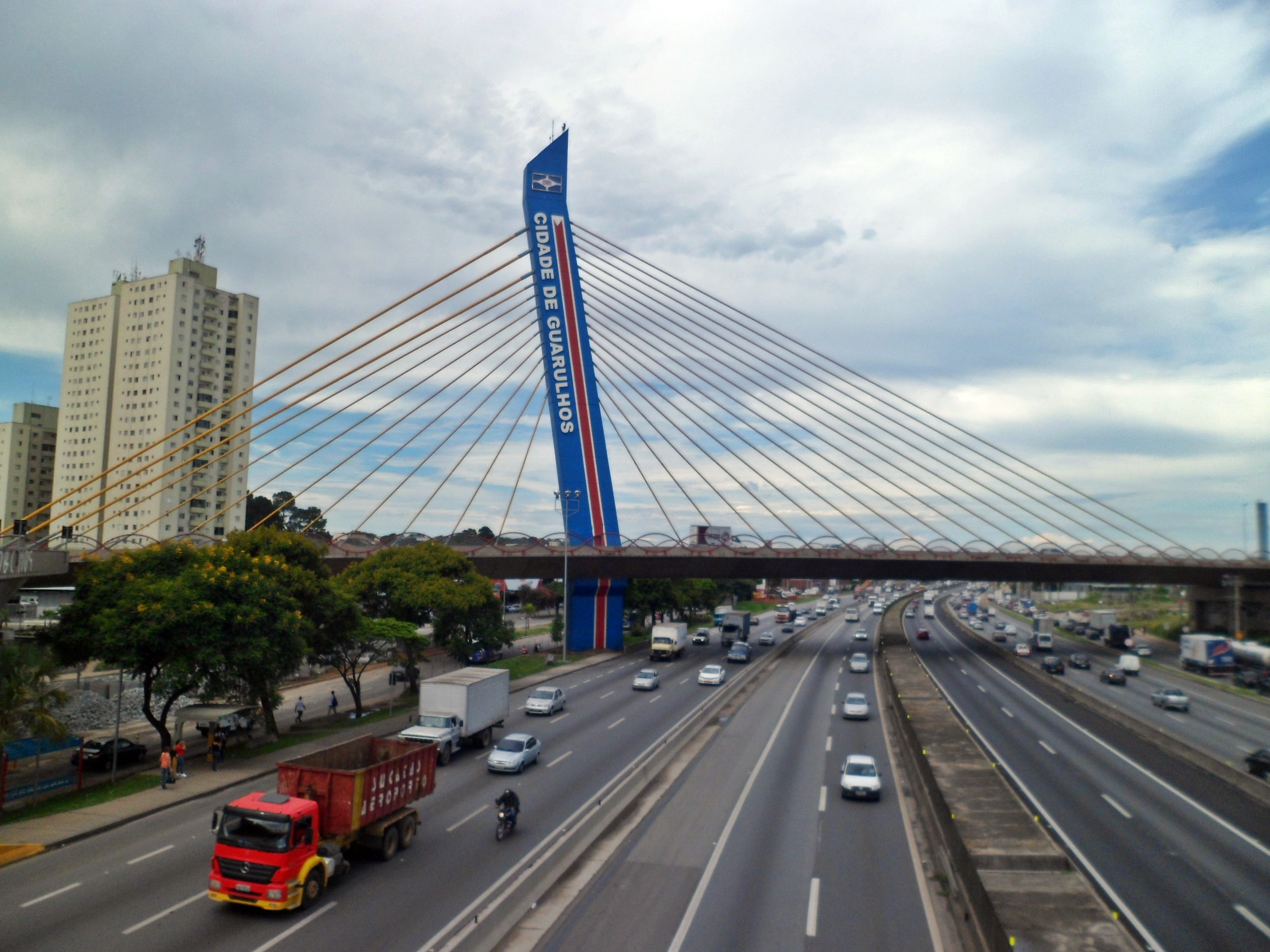
Viaduct over de hoofdweg Rodovia Presidente Dutra (BR-116/SP-60) in Guarulhos